# 日本愛酢党
日本愛酢党（にっぽんあいすとう、1992年 - ）は、かつて存在した日本の政治団体。略称：あいす。

## 概要
- 有限会社つかれ酢本舗代表取締役社長の長田正松が、1980年6月の第12回参議院議員通常選挙全国区（衆参同日選挙）に「日本愛酢会」推薦、無所属で立候補したが、得票35463、103人中71位で落選し、供託金も没収された。
- 1982年 薬事法違反で長田の有罪判決確定。
- 1986年 公職選挙法違反（宣伝目的の虚偽立候補）での有罪判決確定に伴い、長田の公民権が停止される。
- 公民権停止処分解除直後の、1992年7月の第16回参議院議員通常選挙比例代表区に立候補するに当って、長田は「日本愛酢会」を母体に政治団体「日本愛酢党」（略称：「あいす」）を結党。確認団体要件を充足し、比例代表区に党首の長田以下、つかれ酢本舗社員・つかれ酢普及会（販売店）・同社商品愛用者ら全10名を擁立したものの、全員落選した。
- 政策等は特になく、酢が体に良いことを宣伝する目的で立候補した。「日本国憲法を守って平和を実現」「健康で楽しい日本を創る」「薬害の防止と医療行政の改革」等、取って付けたような公約を織り交ぜながらも、専ら長田代表が考える酢の効用と、酢によって不老長寿・無病息災を実現することを主張した。長田代表は「（自分は酢の研究で）ノーベル賞を貰えると言われたのでスウェーデンに行って調べている」という自己紹介もしていた。
- 長田代表は選挙後の1993年に出版した著書『クエン酸は神薬です　酢の健康法　普及版』の「あとがき」の中で、「金儲けでないと思って、安くして広めています。幸い広告不要で、鼠算的に広まりつつありますが、広告しなければ限度があります。それで広告の方法として参議院選挙を利用することにしました。勿論当選したら国会から大いに酢、クエン酸を宣伝しますが、当選しなくても広告になりました。」と述べ、参議院選挙を宣伝のために使ったことを公言していた。
- 政見放送や選挙公報・無料広告の利用を狙って、政治とは無関係の個別の関心事の宣伝や売名のために立候補する日本愛酢党のような政治団体の存在が問題視され、供託金の増額や無料広告の制限（確認団体であっても得票率1%未満の場合は実費負担）等、少数派に不利な制度改定が行われる契機の一つとなった[1]。
- 選挙後、登記上「日本愛酢党」は解党したものの、「日本愛酢会」自体は存続し、酢の普及・宣伝活動などを行っている。2017年6月、つかれ酢本舗は株式会社となり事業を継続している。

## 選挙結果
- 1980年6月 第12回参議院議員通常選挙　全国区　無所属（「日本愛酢会」推薦）長田正松　得票35,463（80人中71位）　落選　供託金没収。
- 1992年7月 第16回参議院議員通常選挙　「日本愛酢党」 比例代表区に長田代表以下10名の候補者を擁立するも議席獲得なし。得票数46,246。供託金没収。

## 註
1. ↑  長田の一件に先んじて、昭和20年代に熱海駅前の和菓子店経営者が『甘党』を名乗り、政見放送の機会を悪用して自社製品である饅頭の商品名を連呼したのみならず、その他一切の選挙活動を行わぬまま、公選葉書等七つ道具を他の候補者に横流しして不当利益を得たため、国会で問題化した（第3回参議院議員通常選挙#備考を参照）。